# 迈克尔·雷根
迈克尔·史丹利·雷根（英語：Michael Stanley Regan），美国环境保护人士，曾任美国环境保护局局长、空气质量专员及北卡罗来纳州环境质量部部长。2020年12月17日，总统乔·拜登选定雷根在即将就任的拜登内阁中担任美国环境保护局局长；2021年3月10日，参议院通过提名。

## 早年生活和教育
雷根来自于北卡罗来纳州戈尔兹伯勒。他曾就读于北卡罗来纳州立农业技术大学，获得了地球和环境科学理学士学位。在此毕业后，他就读于华盛顿特区的乔治·华盛顿大学，并在那里获得了公共管理硕士学位。 

## 职业生涯
1998年至2008年，雷根在比尔·克林顿和乔治·沃克·布什政府期间开始了他的职业生涯，担任美国国家环境保护局的监管者。随后，他加入了环境保护基金（EDF），最终成为负责清洁能源的副主席和东南地区主任。他在环境保护基金工作了8年多。

### 北卡罗来纳州环境质量部
2017年，北卡罗莱纳州州长罗伊·库珀（Roy Cooper）提名雷根担任北卡罗莱纳州环境质量部部長。 在任职期间，他成立了州环境正义与平等委员会并制定了章程，就如何最好地推进环境正义和促进社区参与环境保护事业，特别是服务历史上被边缘化的社区，向州秘书长提供建议。 他还致力于制定该州的清洁能源计划，旨在2030年前减少私营部门的温室气体排放，并最终在2050年之前实现碳中和。该计划还概述了加快清洁能源技术创新，并为北卡罗来纳州的农村和城市社区创造机会的提议和目标。此外，雷根负责监督该州的气候变化跨部门委员会，该理事会致力于推进州长库珀在2020年实现碳中和的承诺。 
2020年1月，雷根与杜克能源（Duke Energy）达成了一项美国历史上最大的煤灰污染整治协议。 该公司将在9个煤灰矿床中的7个矿床里挖掘八千万吨煤灰。他的部门还命令化学公司Chemours处理有毒的全氟和多氟烷基物质（PFAS），它们被倾倒在主要饮用水源上游的恐惧角河中。 虽然雷根受到了环保组织的普遍支持，但是他曾与环保运动发生过冲突。在2018年，他批准了大西洋海岸天然气管道项目，虽然该项目最终被取消。

### 环境保护局局长
2020年12月17日，当选总统拜登过渡团队成员向记者公布，拜登将提名雷根作为下一个美国环境保护局局长。 在得到参议院确认就职后，雷根将成为首任非裔环境保护局局长，并将负责减轻氣候變遷影响、促进绿色能源创新以及应对环境种族主义。

## 个人生活
雷根与妻子梅尔维娜（Melvina）和儿子一起住在北卡罗来纳州罗利市。 